# 에마누일 카랄리스
에마누일 카랄리스(그리스어: Εμμανουήλ Καραλής, 1999년 10월 20일~)는 그리스의 육상 선수로 주 종목은 장대높이뛰기이다. 그는 2024년 하계 올림픽 남자 장대높이뛰기 종목에서 동메달을 획득했으며 세계 실내 선수권 대회에서 은메달 1개, 동메달 1개를 획득했다.